# Geiger (Alabama)
Geiger es un pueblo ubicado en el condado de Sumter en el estado estadounidense de Alabama. En el censo de 2000, su población era de 161. 

## Demografía
En el 2000 la renta per cápita promedia del hogar era de $ 17.917$, y el ingreso promedio para una familia era de 23.750$. El ingreso per cápita para la localidad era de 8.585$. Los hombres tenían un ingreso per cápita de 30.625$ contra 10.417$ para las mujeres.

## Geografía
Geiger está situado en 32°52′7″N 88°18′22″O / 32.86861, -88.30611 (32.868543, -88.306061).
Según la Oficina del Censo de los EE. UU., la ciudad tiene un área total de 0.99 millas cuadradas (2.56 km²).